# Traité de Santarém
Le traité de Santarém, avec le danger de voir Lisbonne tomber aux mains des Castillans, est célébré le 19 mars 1373 par les rois Ferdinand Ier de Portugal et Henri II de Castille, dans le contexte des guerres fernandines ,,. Les termes du traité sont les suivants :
- Le Royaume de Portugal est obligé de s'allier à la France ainsi qu'à la Castille contre l'Angleterre.
- Les exilés castillans et galiciens qui ont combattu aux côtés du roi de Portugal avant ce traité en lui livrant la Galice lors du premier confli, parmi lesquels Fernán Ruíz de Castro ainsi que le comte João Fernandes de Andeiro, doivent être expulsés[4].
- Ferdinand Ier attribue de volumineuses compensations et promet en mariage sa demi-sœur, Béatrice du Portugal, à Sanche de Castille, comte d'Alburquerque et frère du roi Henri II [5].